# 源ノ明朝
源ノ明朝（げんのみんちょう、英語: Source Han Serif）は、AdobeがGoogleと共同開発したオープンソースのPan-CJK（汎-中日韓）フォントファミリーである。Adobeによるオープンソースフォントファミリーの5番目に当たる明朝体で、欧文書体であるSource Serifファミリーをベースとし、日本語と韓国語および中国語で用いる繁体字と簡体字のグリフに可能な限り対応した。

## 概要
フォントファミリーとしてExtraLight（ウェイト 250）、Light（同 300）、Regular（同 400）、Medium（同 500）、SemiBold（同 600）、Bold（同 700）、Heavy（同 900）の7ウェイトが用意され、合計で約46万グリフとなる大規模フォントファミリーである。CIDキー方式（CID-keyed）のCFF（PostScript）アウトラインOpenTypeフォントとして開発・公開されている。
開発はAdobeの西塚涼子を中心に、日本語の拡張部分にイワタ、中国語部分に常州華文、韓国語部分にサンドルと各国のフォントメーカーと協力することで各言語への対応を実現している。バージョン2.000で、アーフィックの協力を得て、香港向けの繁体字中国語と香港増補字符集 HKSCS-2016に対応した。
このフォントはオープンソースのフリーフォントとして他のSourceフォントファミリー同様にSIL Open Font License 1.1のもとで公開されており、ライセンスを守ることで自由に再配布や修正、そして派生版の公開を行うことが可能である。
上記ライセンスにより、GoogleによりNoto Serif CJKというフォント名でも公開されている。これはフォント名などの一部情報が異なる以外は源ノ明朝と同一のフォントである。

## 仕様

源ノ明朝（Source Han Serif）の言語別バリエーション例。各地域の字形規準に沿うように制作されている。

Adobeとしては源ノ角ゴシックに続く2番目のPan-CJK（汎-中日韓）書体ファミリーとして公開され、日本語、簡体字、台湾繁体字、香港繁体字、韓国語のそれぞれで、細部が異なるがUnicode上では区別されない漢字などを別々のグリフとして用意している。
収録している主な文字は以下の通りである。
- 日本語 - Adobe-Japan1-6（JIS X 0208、JIS X 0213およびJIS X 0212の上位集合）の漢字すべて
- 簡体字 - GB 18030および通用規範漢字表の漢字すべて
- 台湾繁体字 - Big5とCNS 11643第1面・第2面、HKSCS-2016の漢字すべてと倚天拡張字7文字、追加15文字（基本的に台湾国字標準字体に沿ったグリフ）
- 香港繁体字 - Big5とHKSCS-2016の漢字すべて（香港の規準にほぼ準拠したグリフ）
- 韓国語 - 現代ハングル音節全1万1172と高頻度の古ハングル音節500、ハングル字母、KS X 1001とKS X 1002（朝鮮語版）の漢字すべて、追加漢字466文字

日本語は、IVS（Adobe-Japan1）1万4682文字およびStandardized Variantsの漢字89文字で、Unicodeの異体字セレクタによる異体字切り替えに対応している。
なおCIDキー方式のOpenTypeフォントとして開発・公開されているが、Adobe-Identity-0を採用する独自グリフセットとなっており、Adobe-Japan1など他の文字コレクションと規格上の互換性はない。
対応環境やグリフのカバー範囲などの違いにより以下の4種類で配布されている。
複数言語OTF版（Language-specific OpenType/CFF〈OTF〉）
一つのフォントにPan-CJKフォントとしてのグリフをフルセットで収納している。
標準で利用するグリフの違いでデフォルトの言語が設定されたものがそれぞれのウェイトで各言語四つずつ用意されており、対応アプリケーションではOpenTypeの言語指定機能を用いて他言語向けの字体へ切り替えられる。
フォント名の後ろにデフォルトの言語を表す文字が付く。
OTC版（OpenType/CFF Collection〈OTC〉）
同じウェイトの複数言語OTF版をフォントコレクションとして一つのファイルにまとめたもの。
基本的には複数言語OTF版と同じ特徴をもち、同じ使い方をする。一つの複数言語OTF版と同等のファイルサイズで四つの個別言語版と同等の使い分けもできるのが特徴。ただし、この形式は、OS X 10.8 Mountain Lion以降、Windows 10 Anniversary Update以降などといった、CFFアウトラインでのフォントコレクションに対応したシステムが必要である。
スーパーOTC版（Super OpenType/CFF Collection〈Super OTC〉）
一つのフォントにすべての複数言語OTF版を収納している。
源ノ明朝が提供する4言語・7ウェイトすべてを一つのフォントファイルにまとめたもの。ただし、ファイルサイズは150MBを超える。
こちらもOTC版同様にシステムが対応している必要がある。
サブセットOTF版（Region-specific Subset OpenType/CFF〈Subset OTF〉）
一つのフォントに各言語向けフォントとして必要なグリフを抜粋して収納している。
上の複数言語版とは異なり、各言語向けグリフの使い分けはフォントを切り替えることで対応する。各言語間で重複するグリフがあるため全体のファイルサイズは大きくなるが、例えば日本語フォントだけ必要な場合などでは必要最小限に抑えることができる。
ファイル名や各言語でのフォント名の後ろに国名コードが付く。フォント名が英語で表示される場合でもこの国名コードで区別できる。
2021年10月25日にリリースされたバージョン2.000でバリアブルフォント版が公開された。

## 関連フォント
- Source Sans Pro - 最初のAdobeオープンソースフォントファミリー。ユーザーインターフェイス向けのサンセリフ体フォント
- Source Code Pro（英語版） - Adobeオープンソースフォントファミリーの2番目。ソースコード表示向けの等幅サンセリフ体フォント
- Source Serif Pro - Adobeオープンソースフォントファミリーの3番目。Source Sans Proに合わせたセリフ体フォント
- 源ノ角ゴシック - Adobeオープンソースフォントファミリーの4番目。源ノ明朝と対になるゴシック体フォント
- 源ノ等幅 - Adobe のオープンソースフォントファミリー。日中韓に対応するソースコード表示向けの等幅フォント

## 派生フォント
源ノ明朝のライセンスに従い、改変および再配布を行っているフォントがある。リンク先を参照。
- 源様明朝、源流明朝、源雲明朝 - 日本語と繁体字中国語。基本的に7ウェイトだが源雲明朝のみ4ウェイト。TrueTypeアウトラインのOpenTypeフォント。
- 源暎こぶり明朝 - 日本語1ウェイト。TrueTypeおよびPostScriptアウトラインのOpenTypeフォント。
- 原ノ味フォント（原ノ味明朝） - 日本語7ウェイト。Adobe-Japan1対応にしたOpenTypeフォント。実験的に、各言語向けのAdobe文字集合を採用した中国語簡体字 (Adobe-GB1)・中国語繁体字(Adobe-CNS1)・韓国語 (Adobe-KR, Adobe-Korea1)を対象とするものも存在する。日本語版は、TeX Live 2020以降PDF作成の際に標準で用いられる[5]。